# Questão de Olivença

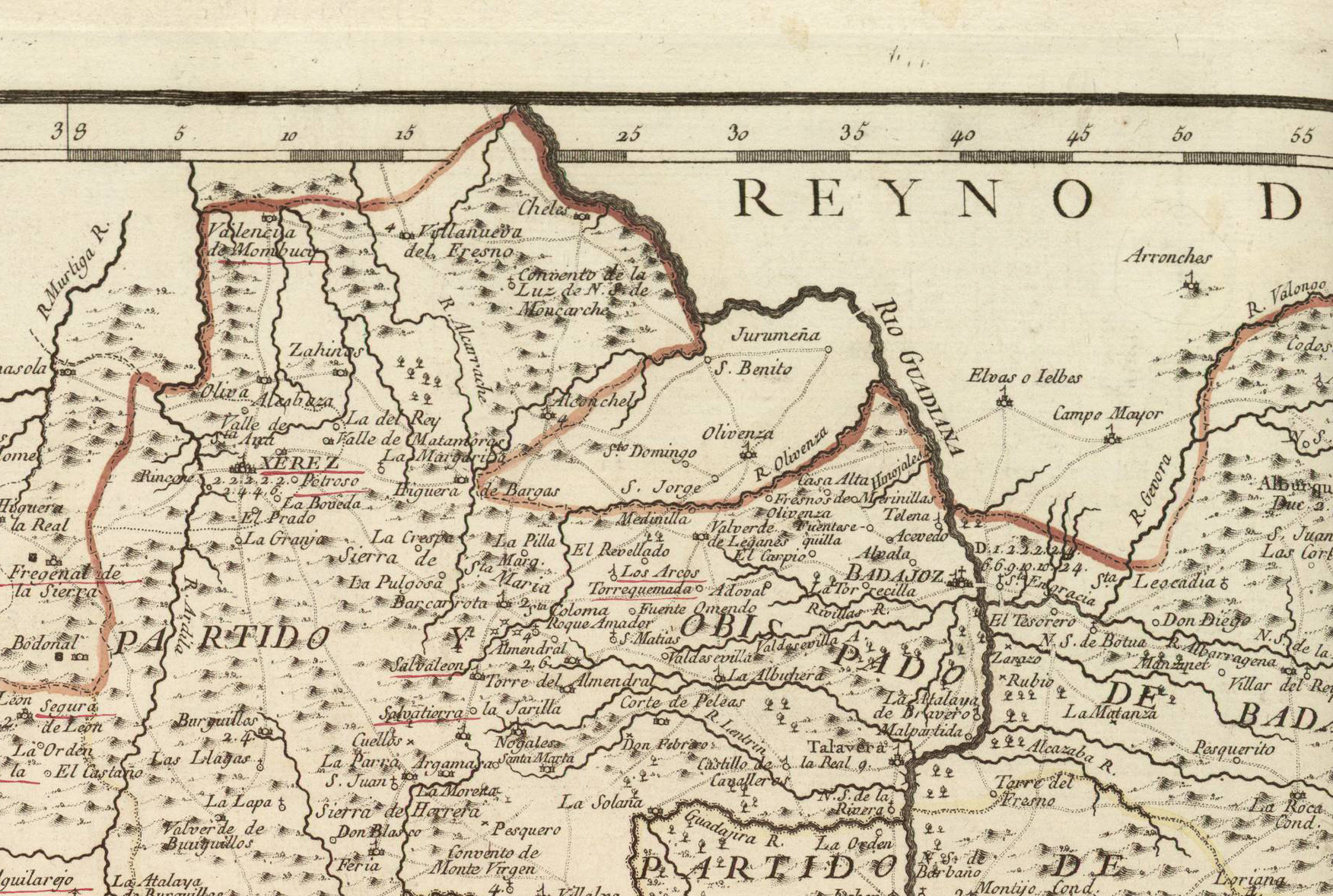
Mapa espanhol de 1766 (detalhe), pelo cartógrafo Tomás López de Vargas Machuca: Olivença encontra-se indicada como território português.

Questão de Olivença refere-se ao diferendo entre Portugal e Espanha quanto à soberania sobre Olivença (em castelhano: Olivenza).
A administração e soberania espanhola de Olivença e territórios adjacentes não são reconhecidas por Portugal, estando a fronteira por delimitar nessa zona. Em 1801, através do Tratado de Badajoz, denunciado em 1808 por Portugal, o território foi anexado por Espanha. Em 1817, quando subscreveu o diploma resultante do Congresso de Viena (1815), Espanha reconheceu a soberania portuguesa, comprometendo-se à devolução do território o mais rapidamente possível. No entanto, tal nunca chegou a acontecer.

## Introdução
Derrotadas as ambições franco-napoleónicas, reuniu-se o Congresso de Viena, iniciado em Setembro de 1814. Nele se encontravam representadas não apenas as principais potências da Europa à época — Grã-Bretanha, Áustria, Prússia e Rússia —, mas também Portugal, Espanha, Suécia, assim como a vencida França. Constituíam o Comité dos Oito que seria o órgão principal do Congresso. Os trabalhos prolongar-se-iam até ao ano seguinte, sendo a Acta Final assinada em 9 de junho (Robert Ouvrard. Le Congrès de Vienne).
Junto das assinaturas dos representantes da Áustria (Metternich), da França (Talleyrand), da Grã-Bretanha, da Prússia, da Rússia e da Suécia, vinha a de D. Pedro de Sousa Holstein, futuro duque de Palmela, chefe da delegação portuguesa. A Espanha, que não o fez de imediato, viria também a subscrever a Acta, a 7 de maio de 1817.
Do Congresso de Viena haveria de emergir uma nova ordem europeia que, sustentada no estabelecido na Acta Final, por quase meio século regularia as Relações Internacionais no continente e preservá-lo-ia da guerra.

### A Guerra das Laranjas e o Tratado de Badajoz

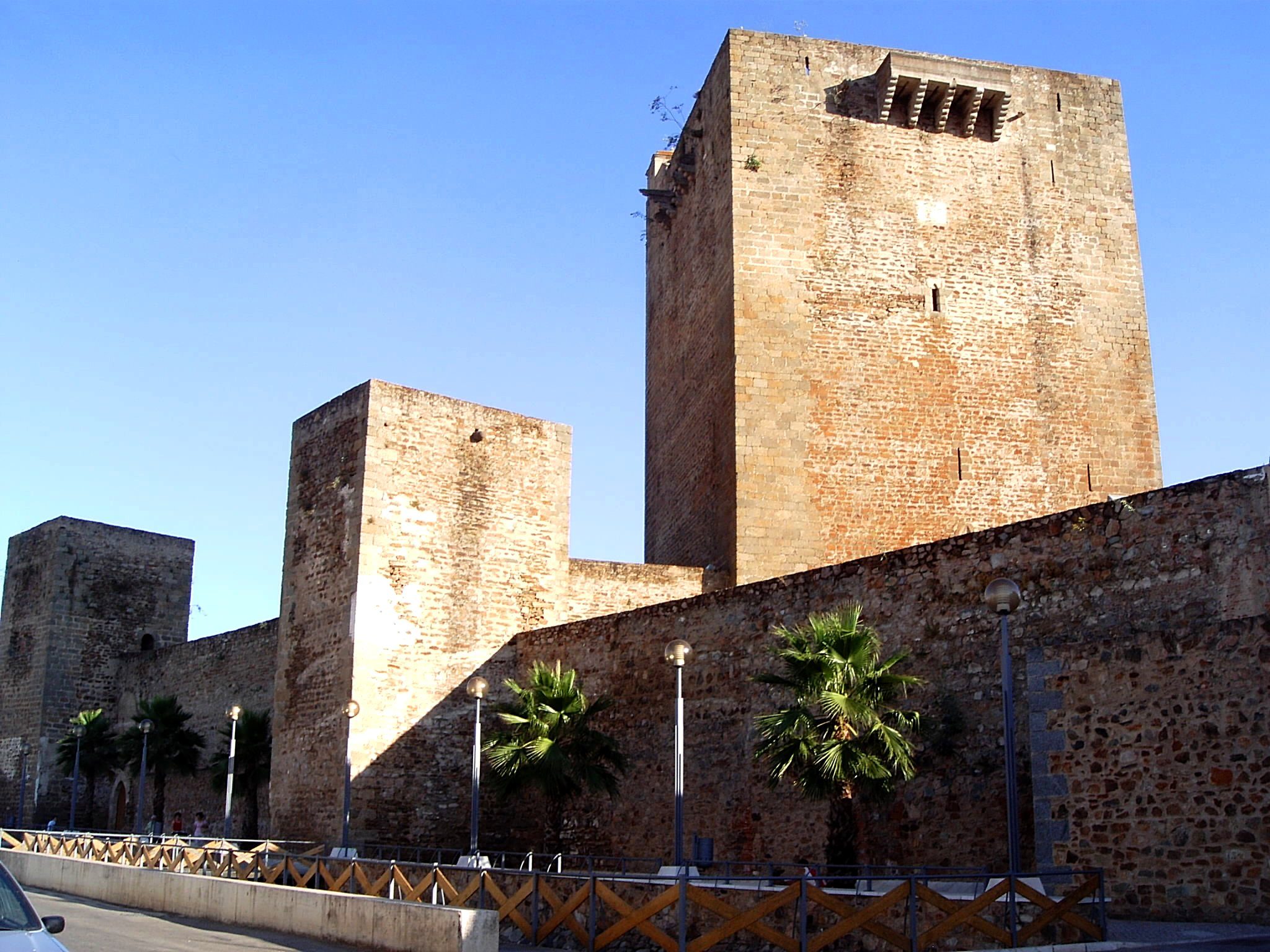
Castelo de Olivença: vista da Torre de Menagem.

Foi nesse cenário, ao eclodir a Guerra Peninsular, que se registou a invasão do reino de Portugal, em 20 de Maio de 1801, por tropas espanholas sob o comando de Manuel Godoy, que rapidamente conquistaram as praças de Olivença, Juromenha e outras no Alto-Alentejo: o episódio ficaria conhecido como a Guerra das Laranjas.
O Governador da Praça-forte de Olivença à época, Júlio César Augusto Chermont, teria dado ordens de que não se disparasse, não tendo oferecido resistência à invasão, à semelhança do que ocorreu com a vizinha Fortaleza de Juromenha.
Surpreendido, mal preparado e subjugado pela desproporção de forças, Portugal foi compelido a assinar o Tratado de Badajoz, a 6 de junho do mesmo ano, cedendo às exigências de Napoleão Bonaparte e de Carlos IV de Espanha, reconhecendo à Espanha, em seu Art. III:
"Sua Magestade Católica conservará na qualidade de conquista, para uni-la perpetuamente a seus domínios e vassalos, a praça de Olivença, seu território e povoações desde o [rio] Guadiana; de sorte que este rio seja o limite de seus respectivos Reinos."
O Tratado de Badajoz estipulava que a violação de qualquer um dos seus artigos, por qualquer uma das partes contratantes, conduziria à sua anulação, o que veio a suceder com a assinatura do Tratado de Fontainebleau em 27 de outubro de 1807 e subsequente invasão franco-espanhola de Portugal. O Príncipe-regente, ao chegar ao Brasil, declarou nulo o diploma de Badajoz a 1 de Maio de 1808, deixando, por conseguinte, de reconhecer a ocupação espanhola de Olivença.

### Nulidade do Tratado de Badajoz
Desde o fim da Campanha do Rossilhão (1793-1795) que a França e a Espanha planeavam invadir Portugal e reparti-lo entre si. Dos acordos celebrados entre estes dois países resultou a invasão de Portugal por tropas espanholas, auxiliadas por forças francesas. Consumada a investida sobre o Alentejo, a 20 de maio de 1801 o governador da Praça de Olivença entrega-se ao exército ocupante, sem esboçar resistência, o mesmo fazendo o governador de Juromenha.
Em situação de fraqueza diplomática e sob ameaça de força, o governo português teve de ceder à exigência de Carlos IV de Espanha, assinando o duplo Tratado de Badajoz de 6 de junho e Tratado de Madrid de 29 de setembro de 1801.
Para além de se submeter às gravosas pretensões francesas, Portugal viu-se sujeito a reconhecer à Espanha a posse da «Praça de Olivença, seu território e povos desde o Guadiana», passando este rio a constituir fronteira entre os dois países, na referida região.
Se a Espanha possuísse algum argumento válido para justificar a sua ocupação do Território de Olivença fundamentá-lo-ia no Tratado de Badajoz de 1801.
Acontece que este tratado, juntamente com o Tratado de Madrid do mesmo ano, perdeu o seu valor jurídico, considerando-se nulo e de nenhum efeito.
O Tratado de Badajoz foi negociado entre as duas partes no conflito: Portugal, na condição de estado invadido; a França e a Espanha, conjuntamente, como estados invasores.
Pondo fim às negociações, foi redigido um duplo tratado de paz que seria assinado alternadamente entre Portugal e a Espanha e entre Portugal e a França, valendo ambos como um só tratado como textos diplomáticos conexos. Tal se afirma no Preâmbulo do tratado onde se diz:
"Havendo-se concordado entre si os Plenipotenciários das três Potências beligerantes, convieram em formar dois Tratados, sem que na parte essencial seja mais do que um, pois que a garantia é recíproca, e não haverá validade em algum dos dois quando venha a verificar-se a infracção em qualquer dos Artigos que neles se expressam."
Reforçando o princípio da unicidade dos Tratados de Badajoz e fundamentando as reivindicações portuguesas sobre a sua nulidade está o Artigo IV, onde se estipula o seguinte:
"Se neste ou outro Artigo houver infracção, se dará por nulo o Tratado que agora se estabelece entre as três Potências, compreendida a mútua garantia, segundo se expressa nos Artigos do presente."
A reciprocidade da validade ou da invalidade dos dois tratados é claramente expressa no Artigo VIII do texto francês, ao afirmar-se que «toute infraction à ce Traité será regardée par le Premier Consul comme une infraction au Traité actuel» o que significa que qualquer infracção ao tratado luso-francês constituía infracção ao tratado luso-espanhol, já que ambos constituíam um único tratado.
São várias as razões da nulidade do Tratado de Badajoz. Para além do incumprimento do prazo de ratificação por parte da França, conforme se estipulava no Artigo IX, o que levou à assinatura do Tratado de Madrid de 29 de Setembro de 1801, são as seguintes as causas da nulidade do Tratado de Badajoz:

### Falta de manifestação da livre vontade de Portugal
As circunstâncias em que Portugal assinou o Tratado de Badajoz, com os exércitos franceses e espanhóis a ameaçarem aumentar as acções de força contra o território português que tinham parcialmente ocupado, violam o princípio segundo o qual os negócios jurídicos só são válidos verificando-se a livre manifestação da vontade das partes.
Portugal assinou o Tratado de Badajoz, não no exercício da sua plena liberdade, mas coagido a fazê-lo sob ameaça de força.

### Tratado de Fontainebleau e a violação da Paz
O Tratado de Badajoz de 1801 era um «Tratado de Paz», o que expressamente ficou definido no seu preâmbulo. No Artigo I estipulava-se:
"Haverá paz, amizade e boa correspondência entre Sua Alteza Real o Príncipe Regente de Portugal e dos Algarves, e Sua Majestade Catholica El Rei de Hespanha, assim por mar como por terra, em toda a extensão dos seus Reinos e Domínios."
Apesar de ter sido agredido e invadido pelas forças franco-espanholas, sem qualquer motivo que não fosse a sua decisão de se recusar a abandonar a sua aliança com a Grã-Bretanha, Portugal teve de aceitar a Paz em circunstâncias desonrosas e humilhantes. Em troca da aceitação da Paz, que se verificou sob ameaça de maiores represálias, Portugal anuiu às exigências da Espanha e da França, entre as quais se encontrava o reconhecimento da posse espanhola de Olivença.
Conforme se estipulava no seu Artigo IV, a violação da Paz implicava a nulidade do Tratado de Badajoz. E, com efeito, tal veio a suceder em 1807, quando a Espanha e a França assinaram o Tratado de Fontainebleau, pelo qual previam a divisão de Portugal em três partes, ocupando o país poucos meses depois, para dar execução a esse projecto. Se a Espanha pudesse afirmar algum direito à posse do Território de Olivença, perdia-o irrevogavelmente, ao anular, por sua responsabilidade, o único documento de valor jurídico em que poderia fundamentar a sua soberania sobre aquela nesga de terra alentejana.
Em resultado da invasão de Portugal por forças franco-espanholas, o que levou a Família Real a transferir a sede da Monarquia Portuguesa para o Brasil, o Príncipe Regente, D. João, fez publicar um Manifesto, com data de 1 de maio de 1808, considerando «nullos e de nenhum vigor» os Tratados de Badajoz e de Madrid de 1801.

### Tratado de Paris de 1814
A 31 de março de 1814 as forças aliadas entravam em Paris, obrigando à abdicação de Napoleão Bonaparte. As hostilidades resultantes das guerras napoleónicas foram suspensas por uma convenção assinada a 23 de abril, à qual aderiu o Príncipe D. João em 8 de maio do mesmo ano. A 30 de maio de 1814 é assinado o Tratado, cujo conteúdo, em língua francesa, é o seguinte:
«Les Puissances, reconnaissant la justice des réclamations formées par S. A. R. le prince régent de Portugal e du Brésil, sur la ville d’Olivenza et les autres territoires cédés à Espagne par le traité de Badajoz de 1801, et envisageant la restitution de ces objets, comme une des mesures propres à assurer entre les deux royaumes de la péninsule, cette bonne harmonie complète et stable dont la conservation dans toutes les parties de l’Europe a été le but constant de leurs arrangements, s’engagent formellement à employer dans les voies de conciliation leurs efforts les plus efficaces, afin que la rétrocession desdits territoires en faveur du Portugal soi effectuée ; et les puissances reconnaissent, autant qu’il dépend de chacune d’elles, que cet arrangement doit avoir lieu au plus tôt».

### O Congresso de Viena e a restituição de Olivença
Com relação aos interesses portugueses sobre a vila de Olivença, a Ata Final do Congresso de Viena, no seu Artº 105, prescrevia:
"Les Puissances, reconnaissant la justice des réclamations formées par S. A. R. le prince régent de Portugal e du Brésil, sur la ville d’Olivenza et les autres territoires cédés à la Espagne par le traité de Badajoz de 1801, et envisageant la restitution de ces objets, comme une des mesures propres à assurer entre les deux royaumes de la péninsule, cette bonne harmonie complète et stable dont la conservation dans toutes les parties de l’Europe a été le but constant de leurs arrangements, s’engagent formellement à employer dans les voies de conciliation leurs efforts les plus efficaces, afin que la rétrocession desdits territoires en faveur du Portugal soi effectuée; et les puissances reconnaissent, autant qu’il dépend de chacune d’elles, que cet arrangement doit avoir lieu au plus tôt." ("As potências, reconhecendo a justiça das reclamações formuladas por S.A.R. o Príncipe-Regente de Portugal e do Brasil, sobre a vila de Olivença e os outros territórios cedidos à Espanha pelo Tratado de Badajoz de 1801, e visando a restituição desses objetos, como uma das medidas apropriadas a assegurar entre os dois reinos da Península [Ibérica], aquela boa harmonia completa e estável que deve ser mantida entre todas as partes da Europa, … de seus arranjos, se engajam formalmente a empregar dentro das vias de conciliação os seus esforços os mais eficazes, a fim de que a retrocessão dos ditos territórios em favor de Portugal seja efetuada; e as potências reconhecem, ainda que isso de qualquer uma delas, que este arranjo deva ter lugar o mais prontamente possível.")
Era deste modo, formal e definitivamente afastada qualquer força jurídica que se presumisse resultar de anteriores tratados que entrassem em confronto com a nova Magna Carta Europeia, nomeadamente o Tratado de Badajoz, imposto a Portugal no contexto da Guerra Peninsular, especificamente ao final da chamada Guerra das Laranjas, pela força conjunta das então aliadas França napoleónica e Espanha borbónica. Dois anos após o encerramento do Congresso, a 7 de maio de 1817, também a Espanha ratificaria a sua Acta Final.

### A Questão de Olivença
Tendo sido celebrados dois acordos para definição das fronteiras entre ambos os países, em 1864 e em 1926, em ambas as ocasiões deixou-se por delimitar uma faixa do Alentejo coincidente com o território de Olivença, uma vez que Portugal não reconhece a soberania espanhola sobre a região e em virtude de a Espanha continuar a adiar a devolução daquela parcela portuguesa.
O Projecto do Centro de Estudos de Arquitecturas Transfronteiriças, criado em Olivença em 1995, contém a seguinte afirmação, esclarecedora sobre a questão:
"Desde una perspectiva diplomática, Olivenza resulta ser una materia pendiente entre ambos países, hasta el punto que la comisión interministerial encargada de revisar los límites fronterizos entre ambos países, deja permanentemente sobre la mesa la delimitación de los marcos fronterizos que se corresponden con el término municipal oliventino."
Mais recentemente, em janeiro de 2001, aquando da visita do Presidente (primeiro-ministro) de Espanha a Portugal, ao ser entrevistado pela imprensa portuguesa e sendo-lhe lembrado, clara e incisivamente, de que há questões que geram susceptibilidades (…) que se colocam há dezenas de anos, como seja a dos limites fronteiriços, sobretudo no caso de Olivença, aquela autoridade nada respondeu. Observadores das Relações Internacionais daquele país recordam que, por outro lado, a Espanha vem reivindicando direitos sobre Gibraltar – sob o argumento de se constituir em a única colónia na Europa -, região reconquistada aos mouros por Castela em 1462 e que veio a ser cedida à Inglaterra, pelo Tratado de Utrecht (1713), num acto perfeito à luz do Direito Internacional.
Decorridos quase dois séculos desde a assinatura da Acta Final do Congresso de Viena, para que um silêncio de Portugal não seja entendido como reconhecimento tácito da ocupação pela Espanha, a diplomacia do primeiro tem lembrado à da segunda, periodicamente, os direitos que lhe assistem a reaver Olivença.